# Мавзолей в Галикарнасе
Галикарна́сский мавзоле́й (греч. Μαυσωλείο της Αλικαρνασσού; тур. Halikarnas Mozolesi) — гробница карийского сатрапа Мавсола (греч. Μαύσωλος), сооружённая в середине IV века до н. э. по приказу его супруги Артемисии II в Галикарнасе (ныне — Бодрум, Турция), одно из Семи античных чудес света. Проект был разработан греческими архитекторами Сатиросом и Пифеем Приенским. Проект гробницы несёт черты архитектуры некоторых гробниц соседнего царства — Ликии, завоёванного Мавсолом около 360 года до н. э., в частности, монумента Нереид.
Мавзолей был приблизительно 45 м в высоту, четыре стороны здания были украшены скульптурными рельефами, каждый из которых был создан одним из четырёх греческих скульпторов: Леохаром, Бриаксисом, Скопасом Паросским и Тимофеем. Законченное здание мавзолея отличалось таким великолепием, что Антипатр Сидонский причислил его к числу семи чудес античности. Мавзолей был разрушен к концу XV века рядом землетрясений, и входит в число трёх наиболее долговечных из Семи чудес (наряду с сохранившейся до настоящего времени пирамидой Хеопса и Александрийским маяком).
Слово «мавзолей» благодаря гробнице Мавсола вошло во многие языки мира и стало нарицательным. В русский язык оно вошло из греческого, вероятно, через немецкий или французский.

## Исторический контекст
В 385 году до н. э. персидский царь Артаксеркс II назначил сатрапом (наместником царя) Карии Гекатомна, ставшего родоначальником династии Гекатомнидов, последовательно правивших Карией до прихода Александра Македонского в 334 году до н. э. Столицей Карии Гекатомн сделал свой родной город Миляс. У Гекатомна было три сына — Мавсол, Идрией и Пиксодар, и две дочери — Артемисия и Ада. Законы Ахеменидов разрешали кровнородственные браки, в силу чего Мавсол был женат на своей сестре Артемисии, а Идрей — на Аде (приёмной матери Александра Македонского). Гекатомн скончался в 377 году до н. э., передав власть своему сыну Мавсолу. Мавсол за время правления перенёс столицу Карии из древнего Миляса в прибрежный Галикарнас, подчеркнув своё намерение расширять пределы владений за счёт близлежащих греческих островов, а также подчинил себе часть Ликии и некоторые греческие города Ионии. Ликия в те времена была известна многочисленными монументальными гробницами, такими как гробницы Ксанфа, архитектурный стиль которых был использован для сооружения мавзолея в Галикарнасе.
Мавсол и Артемисия правили в Галикарнасе в течение 24 лет и за время правления вложили огромные средства в украшение города. По некоторым сведениям, строительство своей будущей гробницы Мавсол планировал ещё при жизни таким образом, чтобы она стала достойным украшением столицы, но документальных подтверждений этого нет. После кончины Мавсола в 353 году до н. э. унаследовавшая власть Артемисия проявила невероятную скорбь: по свидетельству римского писателя Авла Геллия, она подмешивала прах покойного супруга в своё питьё, тем самым понемногу доведя себя до смерти. Артемисия начала возводить гробницу Мавсолу, но скончалась в 350 году до н. э., когда строительство ещё не было завершено, и урны с пеплом Мавсола и Артемисии были помещены в ещё не законченную гробницу. В качестве ритуала жертвоприношения тела большого числа мёртвых животных были помещены на лестницы, ведущие к могилам монархов, а затем лестницы были заполнены камнями и щебнем, закрывающими доступ. По словам римского историка Плиния Старшего, ремесленники решили остаться и закончить работу после смерти своего покровителя, «считая, что это был одновременно памятник его собственной славе и искусству скульптора».
Для разработки проекта мавзолея Артемисия пригласила греческих архитекторов Сатироса и Пифея, и наиболее прославленных скульпторов того времени — Леохара, Скопаса (работы которого украшали также и второй Храм Артемиды в Эфесе), Бриаксиса и Тимотея. Композиция и оформление мавзолея были направлены на демонстрацию легитимности и преемственности власти Гекатомнидов в сложных политических условиях Карии IV в. до н. э.. Фактически гробница представляет собой сочетание династического памятника Гекатомнидов, героона и собственно усыпальницы Мавсола.

## Сооружение и архитектура
Большая часть сведений о мавзолее, которыми располагают современные исследователи, почерпнута из трудов римского историка Плиния Старшего. По-видимому, Плиний основывался на источниках, автором или авторами некоторых из которых были архитекторы, но при этом Плиний не в полной мере описал конструкцию мавзолея, хотя сообщает о многих интересных особенностях сооружения. Наряду с трудами Плиния, известны труды Павсания, Страбона и Витрувия, также содержащие данные о мавзолее.
Так, о расположении мавзолея и планировке города сохранилось свидетельство Витрувия. Галикарнас находился на берегу моря, в опоясанной горами полукруглой котловине. На почти прямой линии побережья располагалась гавань, куда прибывало множество кораблей из разных уголков Средиземноморья и Причерноморья. Недалеко от гавани раскинулась рыночная площадь, где торговали товарами, привезёнными из разных стран. Далее, в сторону гор, стояли жилые дома. Главная улица Галикарнаса полого поднималась вверх. Гробница Мавсола возвышалась посередине главной улицы. Выше её на склоне горы стоял храм бога войны Ареса. Справа на склоне горы находилось святилище Афродиты и Гермеса.
Плиний Старший так описывает мавзолей:
С юга и севера протяжение его — по 63 фута, с лицевой и тыльной стороны — уже, общее протяжение — 440 футов, в высоту оно достигает 25 локтей, опоясано 36 колоннами. Этот охват называли птерон. С востока рельефы сделал Скопас, с севера — Бриаксид, с юга — Тимофеос, с запада — Леохар. Ещё до того, как они закончили работу, царица умерла. ...над птероном возвышается пирамида, по высоте равная нижней части, суживаясь двадцатью четырьмя ступенями в остроконечность меты. На вершине находится мраморная квадрига, которую создал Пифей. Вместе с ней всё сооружение достигает в высоту 140 футов [46 м].
Архитектура мавзолея была нехарактерна для греческой архитектуры того времени: если классические эллинские храмы в плане прямоугольны и их высота не превышала длины фасада, то мавзолей в Галикарнасе в плане представлял собой почти квадрат (33х39 метров), а его высота (порядка 45 метров) значительно превышала сторону основания. Скульптурное убранство мавзолея включало три скульптурных фриза и по меньшей мере 330 статуй (скульптурные группы на ступенях цоколя, гигантские статуи представителей династии в проёмах колоннады, колесница на вершине пирамиды, акротерии). Акротерии двух фронтонов мавзолея были украшены скульптурами женских голов, которые, возможно, представляли шесть городов Карии, подчинённых Галикарнасу. Отдельные скульптурные группы, изображавшие конницу, размещались по углам подиума. В верхней части мавзолея, высотой примерно в треть от общей высоты здания, располагалось тридцать шесть тонких колонн, по десять на каждую сторону (угловая колонна вписывалась одновременно в два ряда). Между каждой парой колонн стояла статуя. За колоннами располагался сплошной, похожий на целлу блок, который нёс на себе вес массивной крыши мавзолея. Крыша, которая составляла большую часть последней трети высоты, имела пирамидальную форму, а на самой вершине мавзолея возвышалась квадрига: четыре массивные лошади, тянувшие колесницу, на которой находились величественные статуи Мавсола и Артемисии.
При раскопках мавзолея было найдено 20 статуй львов, имевших 1,5 или 1,60 метра в длину. Здание мавзолея стояло в выкопанном прямоугольном углублении, глубиной 2,4 или 2,7 метра и размерами 33 на 39 метров. Мавзолей был украшен множеством больших и красивых скульптур, значительная часть которых утрачена полностью, от других уцелели только фрагменты. Некоторые из первоначальных мест размещения статуй известны из исторических источников.

## Позднейшая история и разрушение
Мавзолей простоял более 16 веков, выдержав набеги пиратов в 62 и 58 годах до н. э., но затем был разрушен серией землетрясений, из-за которых рухнули колонны, а бронзовая колесница свалилась с крыши здания. К 1404 году только основание мавзолея было ещё узнаваемо.
В XV веке Галикарнас был завоёван орденом госпитальеров, которые построили в городе Замок Святого Петра. Для укрепления строений замка в 1494 году госпитальеры использовали сохранившиеся каменные фрагменты мавзолея. В 1522 году слухи о грозящем турецком вторжении заставили госпитальеров вновь укрепить замок в Галикарнасе (который к тому времени был известен как Бодрум), и большая часть оставшихся частей гробницы была разрушена и использована в стенах замка. Есть сведения, что перед тем как переработать большую часть оставшихся скульптур мавзолея для строительства, госпитальеры несколько лучших скульптур установили в залах замка, где они пробыли три века. Фрагменты мавзолея из полированного мрамора можно увидеть там и сегодня. После того как Сулейман Великолепный завоевал базу госпитальеров на острове Родос, орден ненадолго переместился на Сицилию, а затем — на Мальту, уже навсегда, оставив замок Бодрум в Османской империи.
Во многих историях мавзолея можно найти легенду о том, что во время фортификационных работ отряд рыцарей-госпитальеров зашёл в основание гробницы и обнаружил комнату с большим гробом. Решив, что сегодня уже слишком поздно, рыцари вернулись на следующее утро, и обнаружили, что сокровища, которые могли храниться в комнате, были разграблены, а тела Мавсола и Артемисии тоже бесследно исчезли. Исследования, проведённые археологами в 1960-х годах, показывают, что задолго до появления рыцарей неизвестные грабители вырыли туннель под комнатой в гробнице, похитив её содержимое. Что касается отсутствия тел Мавсола и Артемисии, согласно имеющимся данным, они были кремированы, а в могильную камеру были помещены только урны с их пеплом.

## Исследования
В XIX веке британский консул в Османской империи получил несколько статуй из замка Бодрум (в настоящее время они находятся в Британском музее). Это послужило стимулом британскому археологу Чарльзу Ньютону, который с 1852 года служил вице-консулом в Митилини, организовать экспедицию в Бодрум для поиска руин мавзолея. Чтобы обнаружить предполагаемое местонахождение мавзолея, Ньютон изучил описания античных авторов, в частности Плиния Старшего, после чего приобрёл участок земли в месте, наиболее перспективном для поиска. В ходе раскопок Ньютон обнаружил фрагменты рельефов, которые украшали стены мавзолея и части ступенчатой крыши. Также было обнаружено каменное колесо колесницы диаметром около 2 м (6 футов 7 дюймов), извлечённое из скульптуры на крыше мавзолея. Кроме того, Ньютон обнаружил статуи Мавсола и Артемисии, стоявшие в колеснице на вершине здания. В октябре 1857 года Ньютон вывез мраморные блоки с места раскопок и доставил их на Мальту. Эти блоки использовались на Мальте для строительства нового дока британского ВМФ. Сегодня это место известно как док № 1 в Бормла, но строительные блоки скрыты от видимости в верфи Великой гавани.
С 1966 по 1977 год развалины мавзолея исследовал профессор Кристиан Джеппезен из Орхусского университета (Дания), по результатам раскопок он издал шеститомную монографию «Мавзолей в Галикарнасе».
В настоящее время замок рыцарей-госпитальеров (рыцарей святого Иоанна) по-прежнему стоит в Бодруме, в его стенах можно обнаружить встроенные каменные и мраморные блоки мавзолея. На месте самого мавзолея остаётся только фундамент и небольшой музей. Некоторые из сохранившихся фрагментов мавзолея, включая ряд статуй и множество плит фриза с изображениями битвы между греками и амазонками, находятся в настоящее время в Британском музее.

## Влияние на архитектуру
Здание мавзолея в Галикарнасе оказало определённое влияние на мировую архитектуру, особенно мемориальную. Так, среди схожих по архитектуре или сооружённых со значительным влиянием этого мавзолея историки архитектуры называют такие современные здания, как Башня PNC в Цинциннати, здание гражданских судов в Сент-Луисе, Национальное здание Ньюарка в Нью-Джерси, мавзолей Гранта и Бродвей, 26 в Нью-Йорке, здание мэрии Лос-Анджелеса, Мемориал войны в Индиане (и, в свою очередь, башня Salesforce) в Индианаполисе, масонский храм в Вашингтоне, округ Колумбия, Мемориал солдатам и матросам в Питтсбурге, здание парламента Японии в Токио, Монумент памяти в Мельбурне, церковь Св. Георгия, Блумсбери в Лондоне.
- Монумент памяти в Мельбурне
- Масонский храм в Вашингтоне, округ Колумбия, проект Джона Поупа, 1911–1915.